# Wilhelm Becker (Politiker, 1886)
Hans Wilhelm Becker (* 1886; † nach 1933) war ein preußischer Landrat. 
Während seines Studiums wurde Becker Mitglied beim Verein Deutscher Studenten Straßburg. Nach seinem Abschluss wurde er 1909 Gerichtsreferendar und war nach dem Ersten Weltkrieg bei der Provinzialkartoffelstelle in Magdeburg tätig. Er gehörte zeitweilig der DDP an.
1921 wurde Becker zunächst kommissarisch, dann endgültig als Landrat des Mansfelder Gebirgskreises des Regierungsbezirkes Merseburg der preußischen Provinz Sachsen eingesetzt und Nachfolger von Otto Bormann. Nach der Machtergreifung der Nationalsozialisten wurde er am 6. April 1933 beurlaubt und musste sein Amt dem NSDAP-Kreisleiter Paul Wege überlassen.